# Diclazuril
Diclazuril (tên thương mại Vecoxan) là một cầu trùng.